# Go-Murakami

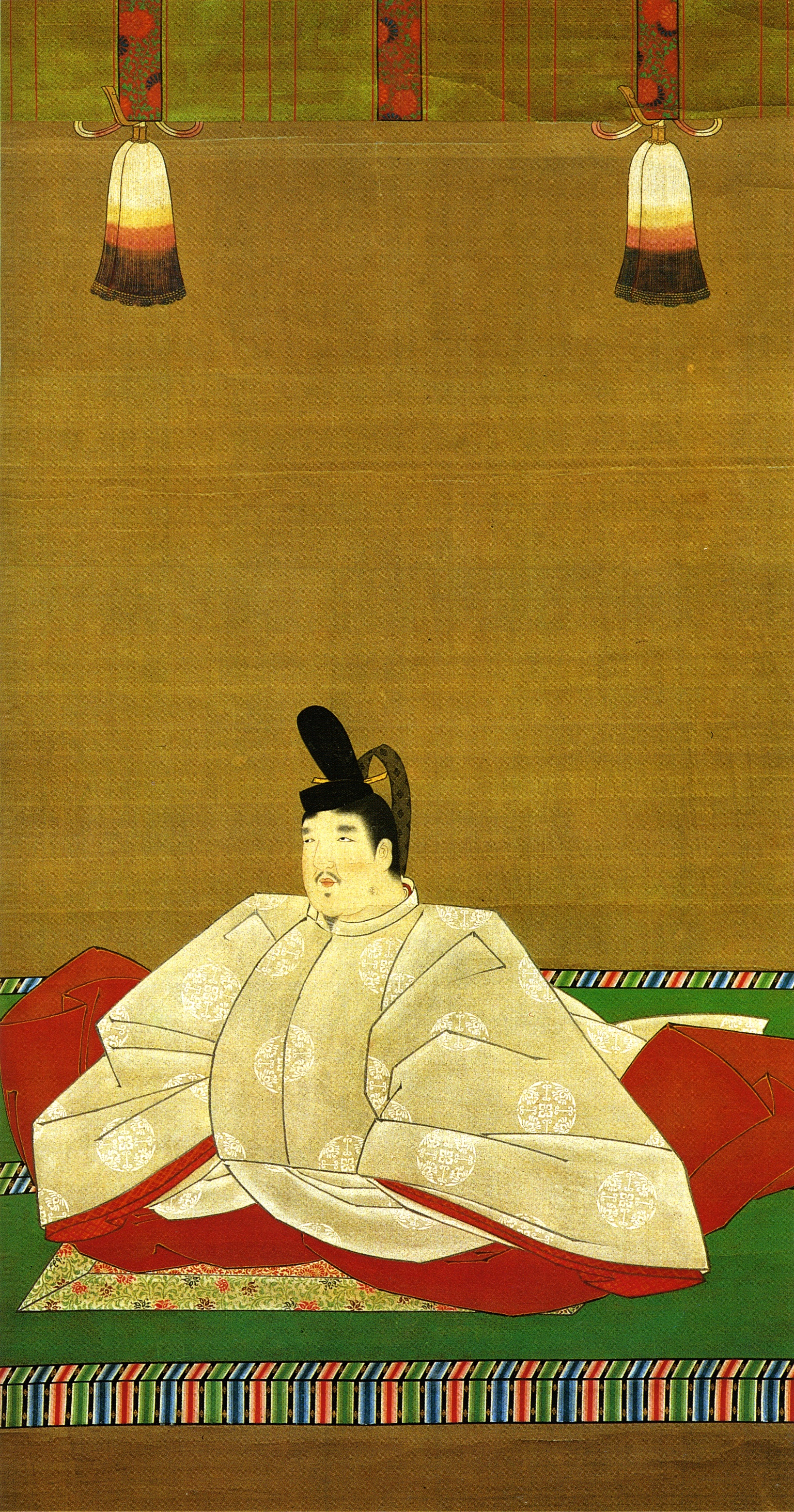
Go-Murakami

Kaiser Go-Murakami (japanisch 後村上天皇, Go-Murakami-tennō; * 1328; † 29. März 1368) war der 97. Kaiser von Japan (18. September 1339–29. März 1368).
Er war ein Sohn des Kaisers Go-Daigo. Sein Name als Prinz war Noriyoshi bzw. Norinaga (義良).
Go-Murakami setzte den Kampf gegen den Nordhof fort, aber mit nicht mehr Erfolg, als sein Vater. Doch wirkten  Entscheidungen des Ashikaga-Shogunats sich günstig für ihn aus. Im Jahr 1351, als  Shōgun Ashikaga Takauji sich in Kantō aufhielt, griffen Kusunoki Masanori (楠木 正儀; † 1390) und Kitabatake Akiyoshi (北畠 顕能; 1326–1383) Kyōto an, wo sie zwei Kaiser im Ruhestand, nämlich Kōgon und Kōmyō und den amtierenden Kaiser Sukō des Nordhofes gefangen nahmen. Go-Murakami zog in die Hauptstadt ein, wurde aber bald darauf von Shōgun Ashikaga Yoshiakira aus Kyōto verdrängt und musste sich wieder zum Südhof in Yoshino zurückziehen. Er nahm drei Gefangene mit, die er erst fünf Jahre später freiließ. 1358 wurde er in seinem Zufluchtsort Yoshino angegriffen, floh auf den Berg Kongō (金剛山) in der Provinz Kawachi und dann nach Sumiyoshi (Provinz Settsu). Dort starb er, nachdem er zusehen musste, wie viele seiner Anhänger sich den Ashikaga ergaben.